# 竹田吉秀
竹田 吉秀（たけだ よしひで、1986年5月16日 - ）とは、地方競馬の名古屋競馬場安部弘一厩舎に所属していた元騎手である。地方競馬教養センター騎手課程第81期生。双子の兄・竹田吉孝も金沢競馬場所属の騎手であった。

## 来歴
2005年3月31日付けで地方競馬騎手免許を取得。レース初騎乗は同年4月18日の名古屋競馬第1競走（サラ系3歳6組条件戦）で騎乗馬はサンデーハウス（10頭立て9番人気9着）。同年4月22日、名古屋競馬第5競走（サラ系B15組条件戦）でセトレスラーに騎乗し初勝利を挙げる（10頭立て1番人気）。
2007年3月21日、高知競馬場で行われた第21回全日本新人王争覇戦に出場し、12人中2位となる。
2008年から毎年20勝以上を挙げ、名古屋競馬のリーディングでは約30人中20位前後を推移した。2009年12月24日には名古屋競馬第11競走にて地方競馬通算100勝を達成。
2011年3月25日をもって騎手を引退。同日に名古屋競馬場で行われた引退セレモニーにおいて、競走馬の育成に従事する意向を明らかにした。

## 通算成績
地方競馬における生涯成績は4698戦143勝・2着249回・3着336回、勝率3.0%、連対率8.3%である。
中央競馬では、2010年8月7日に新潟競馬場で騎乗予定であったが負傷のため乗り替わりとなり、結果的に1度も騎乗していない。